# Artemio Franchi-trófea
Az Artemio Franchi-trófea egy kupadöntő, az Európa-bajnok és a Copa América győztese között. Eddig három alkalommal: 1985-ben, 1993-ban és 2022-ben rendezték meg. Az autóbalesetben elhunyt olasz származású Artemio Franchiról kapta a nevét, aki 1972 és 1983 között volt az UEFA elnöke.
A világ és kontinentális sorozatok mellett igény mutatkozott a különböző szuperkupák megrendezésére, melyen a legjobbak találkoznak. Ilyen volt az 1992-es Fahd király kupa is, amit később a FIFA felkarolt és konföderációs kupa néven 2017-ig megrendezésre került.

## Kiírások

### 1985
| 1985. augusztus 21. 20:00 CEST |

| Franciaország · (1984-es Eb győztese) | 2–0               | Uruguay · (1983-as Copa América győztese) |
| ------------------------------------- | ----------------- | ----------------------------------------- |
| Rocheteau 4' Touré 56'                | (1–0) Jegyzőkönyv |                                           |

| Parc des Princes, Párizs Nézőszám: 20 405 Játékvezető: Abel Gnecco (argentin) |

| Franciaország | Uruguay |

|                      |    |                        |  |
|                      |    |                        |  |
| GK                   | 1  | Joël Bats              |  |
| DF                   | 2  | Michel Bibard          |  |
| DF                   | 4  | Yvon Le Roux           |  |
| DF                   | 5  | Maxime Bossis          |  |
| DF                   | 3  | William Ayache         |  |
| MF                   | 6  | Alain Giresse          |  |
| MF                   | 7  | Luis Fernández         |  |
| MF                   | 10 | Michel Platini         |  |
| MF                   | 8  | Thierry Tusseau        |  |
| FW                   | 11 | José Touré             |  |
| FW                   | 9  | Dominique Rocheteau    |  |
| Cserék:              |    |                        |  |
| GK                   | 16 | Albert Rust            |  |
| DF                   | 12 | Jean-François Domergue |  |
| MF                   | 13 | Philippe Vercruysse    |  |
| MF                   | 14 | Bruno Bellone          |  |
| FW                   | 15 | Yannick Stopyra        |  |
| Szövetségi kapitány: |    |                        |  |
| Henri Michel         |    |                        |  |

|                      |    |                   |     |     |
|                      |    |                   |     |     |
| GK                   | 1  | Rodolfo Rodríguez |     |     |
| DF                   | 4  | Víctor Diogo      | 20' |     |
| DF                   | 2  | Nelson Gutiérrez  | 65' |     |
| DF                   | 3  | Darío Pereyra     | 22' |     |
| DF                   | 6  | José Batista      |     |     |
| MF                   | 8  | Jorge Barrios     |     | 77' |
| MF                   | 5  | Miguel Bossio     |     |     |
| MF                   | 10 | Sergio Santín     |     |     |
| MF                   | 7  | Venancio Ramos    |     |     |
| FW                   | 9  | Enzo Francescoli  |     |     |
| FW                   | 11 | Wilmar Cabrera    |     | 77' |
| Cserék:              |    |                   |     |     |
| GK                   | 12 | Fernando Álvez    |     |     |
| DF                   | 13 | Eduardo Acevedo   |     |     |
| DF                   | 14 | Néstor Montelongo |     |     |
| MF                   | 15 | Mario Saralegui   |     | 77' |
| FW                   | 16 | Gustavo Dalto     |     | 77' |
| Szövetségi kapitány: |    |                   |     |     |
| Omar Borrás          |    |                   |     |     |

| Szabályok - 90 perc játékidő. - 30 perc hosszabbítás döntetlen esetén. - Ha ekkor sincs döntés, akkor tizenegyesek következnek. - 5 cserejátékos nevezhető. - Két játékos cserélhető. |

### 1993
| 1993. február 24. 15:00 ARST (UTC−2) |

| Argentína · (1991-es Copa América győztese)         | 1–1               | Dánia · (1992-es Eb győztese)                 |
| --------------------------------------------------- | ----------------- | --------------------------------------------- |
| Caniggia 30'                                        | (1–1) Jegyzőkönyv | Craviotto 12' (öngól)                         |
| Büntetőpárbaj                                       |                   |                                               |
| Maradona Batistuta Simeone Mancuso Caniggia Saldaña | 5–4               | Elstrup Mølby Nielsen Vilfort Laudrup Goldbæk |

| Estadio José María Minella, Mar del Plata Nézőszám: 34 683 Játékvezető: Puhl Sándor (magyar) |

| Argentína | Dánia |

|                      |    |                    |     |      |
|                      |    |                    |     |      |
| GK                   | 1  | Sergio Goycochea   |     |      |
| DF                   | 4  | Néstor Craviotto   | 71' | 117' |
| DF                   | 2  | Jorge Borelli      |     |      |
| DF                   | 6  | Sergio Vázquez     | 22' |      |
| DF                   | 3  | Ricardo Altamirano |     |      |
| MF                   | 14 | Diego Simeone      | 16' |      |
| MF                   | 5  | Alejandro Mancuso  |     |      |
| MF                   | 10 | Diego Maradona     |     |      |
| MF                   | 20 | Leonardo Rodríguez |     | 61'  |
| FW                   | 9  | Gabriel Batistuta  |     |      |
| FW                   | 7  | Claudio Caniggia   |     |      |
| Cserék:              |    |                    |     |      |
| GK                   | 12 | Luis Islas         |     |      |
| DF                   | 16 | Darío Franco       |     | 61'  |
| MF                   | 15 | Julio Saldaña      |     | 117' |
| MF                   |    | Néstor Gorosito    |     |      |
| FW                   |    | Alberto Acosta     |     |      |
| Szövetségi kapitány: |    |                    |     |      |
| Alfio Basile         |    |                    |     |      |

|                        |    |                  |     |        |
|                        |    |                  |     |        |
| GK                     | 1  | Peter Schmeichel |     |        |
| DF                     | 2  | Jakob Kjeldbjerg | 15' |        |
| DF                     | 4  | Lars Olsen       |     |        |
| DF                     | 6  | Torben Piechnik  |     | 38'    |
| DF                     | 3  | Marc Rieper      |     |        |
| MF                     | 7  | Johnny Mølby     |     |        |
| MF                     | 9  | Bjarne Goldbæk   | 17' |        |
| MF                     | 8  | Kim Vilfort      |     |        |
| MF                     | 5  | Henrik Larsen    |     | 120+1' |
| FW                     | 11 | Brian Laudrup    |     |        |
| FW                     | 10 | Lars Elstrup     |     |        |
| Cserék:                |    |                  |     |        |
| GK                     |    | Mogens Krogh     |     |        |
| MF                     | 12 | Michael Larsen   |     | 120+1' |
| MF                     | 13 | Brian Nielsen    | 69' | 38'    |
| MF                     |    | Stig Tøfting     |     |        |
| FW                     |    | Mark Strudal     |     |        |
| Szövetségi kapitány:   |    |                  |     |        |
| Richard Møller Nielsen |    |                  |     |        |

| Szabályok - 90 perc játékidő. - 30 perc hosszabbítás döntetlen esetén. - Ha ekkor sincs döntés, akkor tizenegyesek következnek. - 5 cserejátékos nevezhető. - Két játékos cserélhető. |

### 2022
| 2022. június 1. 19:45 BST |

| Olaszország · (2020-as Eb győztese) | 0–3               | Argentína · (2021-es Copa América győztese)  |
| ----------------------------------- | ----------------- | -------------------------------------------- |
|                                     | (0–2) Jegyzőkönyv | La. Martínez 28' Di María 45+1' Dybala 90+4' |

| Wembley Stadion, London Nézőszám: 87 112 Játékvezető: Piero Maza (chilei) |

| Italy | Argentina |

| GK                   | 21 | Gianluigi Donnarumma  |     |     |
| RB                   | 2  | Giovanni Di Lorenzo   | 72' |     |
| CB                   | 19 | Leonardo Bonucci      | 39' |     |
| CB                   | 3  | Giorgio Chiellini     |     | 46' |
| LB                   | 13 | Emerson Palmieri      |     | 77' |
| DM                   | 8  | Jorginho              |     |     |
| CM                   | 12 | Matteo Pessina        |     | 62' |
| CM                   | 18 | Nicolò Barella        | 77' |     |
| RF                   | 10 | Federico Bernardeschi |     | 46' |
| CF                   | 9  | Andrea Belotti        |     | 46' |
| LF                   | 22 | Giacomo Raspadori     |     |     |
| Cserék:              |    |                       |     |     |
| DF                   | 6  | Manuel Lazzari        |     | 46' |
| FW                   | 17 | Gianluca Scamacca     |     | 46' |
| MF                   | 5  | Manuel Locatelli      |     | 46' |
| DF                   | 4  | Leonardo Spinazzola   |     | 62' |
| DF                   | 23 | Alessandro Bastoni    |     | 77' |
| Szövetségi kapitány: |    |                       |     |     |
| Roberto Mancini      |    |                       |     |     |

| GK                   | 23 | Emiliano Martínez  |     |       |
| RB                   | 4  | Nahuel Molina      |     |       |
| CB                   | 13 | Cristian Romero    |     | 85'   |
| CB                   | 19 | Nicolás Otamendi   | 22' |       |
| LB                   | 3  | Nicolás Tagliafico |     |       |
| DM                   | 18 | Guido Rodríguez    |     |       |
| CM                   | 20 | Giovani Lo Celso   |     | 90+1' |
| CM                   | 7  | Rodrigo De Paul    |     | 76'   |
| RF                   | 10 | Lionel Messi       |     |       |
| CF                   | 22 | Lautaro Martínez   |     | 85'   |
| LF                   | 11 | Ángel Di María     |     | 90+1' |
| Cserék:              |    |                    |     |       |
| MF                   | 14 | Exequiel Palacios  |     | 76'   |
| DF                   | 6  | Germán Pezzella    |     | 85'   |
| FW                   | 9  | Julián Álvarez     |     | 85'   |
| MF                   | 15 | Nicolás González   |     | 90+1' |
| FW                   | 21 | Paulo Dybala       |     | 90+1' |
| Szövetségi kapitány: |    |                    |     |       |
| Lionel Scaloni       |    |                    |     |       |

| A mérkőzés játékosa: Lionel Messi (Argentína) Asszisztensek: Christian Schiemann (chilei) Claudio Ríos (chilei) Negyedik játékvezető: Jesús Gil Manzano (spanyol) Videobírók: Alejandro Hernández Hernández (spanyol) Juan Martínez Munuera (spanyol) Tiago Martins (portugál) | Szabályok - 90 perc játékidő. - Ha ekkor sincs döntés, akkor tizenegyesek következnek. - 12 cserejátékos nevezhető. - Öt játékos cserélhető. A cserékre három alkalommal van lehetőség, amelybe nem számít bele a félidő. |